# E.ON Moldova
Electrica Moldova este o fostă filială a Electrica S.A. a cărei obiect de activitate este distribuția și furnizarea de curent electric.
Electrica Moldova a fost privatizată în anul 2005, când concernul german E.ON Energie a preluat 24,6% din acțiuni pentru 31,4 milioane Euro și a majorat capitalul cu încă 68,6 milioane Euro pentru a ajunge la 51%. Valoarea totală a tranzacției fiind astfel de 100 milioane Euro.
După privatizare numele companiei a fost schimbat în E.ON Moldova.
Compania furnizează curent electric în 6 județe: Bacău, Botoșani, Iași, Suceava, Vaslui și Neamț. În anul 2006 a furnizat o cantitate de energie electrică de 3,2 TWh (față de 3,8 TWh în 2005). Compania deținea în 2005 aproximativ 11% din piața românească de electricitate.
E.ON Moldova este deținută în proporție de 51% de E.ON Energie, 37,05% de Electrica și 11,95% de Fondul Proprietatea.
Din anul 2007, compania. și-a separat activitățile, înființând două societăți distincte, "E.ON Moldova Distribuție" și "E.ON Moldova Furnizare".
Numărul de clienți în anul 2005: 1,3 milioane
Număr de angajați în 2007: 3.000

## Rezultate financiare
Cifra de afaceri:
- 2006: 314 milioane Euro[2]
- 2005: 302 milioane Euro[7]
- 2003: 203 milioane Euro[8]